# Georg Voigtmann
Georg Wilhelm Voigtmann (* 9. Oktober 1994 in Eisenach, Thüringen) ist ein ehemaliger deutscher Basketballspieler. Voigtmann trat in die Fußstapfen seines zwei Jahre älteren Bruders Johannes Voigtmann in den Nachwuchsmannschaften des ehemaligen Erstligisten Science City Jena. In der Saison 2014/15 spielte Voigtmann sowohl in der Herrenmannschaft des Klubs in der zweithöchsten Spielklasse ProA als auch mit Doppellizenz eine Klasse tiefer beim Kooperationspartner BSW 06 in der ProB. Von 2019 bis 2024 spielte er in Dresden.

## Karriere
Voigtmann spielte in seiner Jugend ebenso wie sein älterer Bruder Handball beim ThSV Eisenach, bevor sie sich auf Empfehlung ihrer Großmutter bei einem Feriencamp des TuS Jena intensiver mit Basketball beschäftigten. Beide wechselten in der Folge an das Sportgymnasium in Jena und wurden in den Nachwuchsmannschaften des professionellen Science City aktiv, der im Amateurbereich mit dem TuS Jena kooperierte. In der Nachwuchs-Basketball-Bundesliga (NBBL) spielte Voigtmann zunächst zusammen mit seinem Bruder sowie später unter anderem mit Daniel Mayr auf der für große Spieler vorbehaltenen zentralen Centerposition, wobei Georg bei den Herren einen Wechsel auf die Flügelposition anstrebte. Trotz der geballten Stärke auf den langen Positionen verpassten die Jenenser Nachwuchsmannschaften zwischen 2011 und 2013 jeweils den Einzug in die NBBL-Endrundenturniere.
Während Johannes Voigtmann bereits 2012 in die Mannschaften des Erstligisten Skyliners Frankfurt wechselte und dort zum Herren-Nationalspieler reifte, spielte Georg Voigtmann zunächst im Herrenbereich in der Regionalliga für den TuS Jena. Nach dem Ende seiner Karriere im U19-Juniorenbereich der NBBL spielte Georg dann auch in der zweithöchsten Spielklasse ProA 2013/14 in 25 Kurzeinsätzen mit durchschnittlich weniger als fünf Minuten Einsatzzeit für Science City. In der Saison 2014/15 erhielt Voigtmann mittels Doppellizenz weitere Einsatzmöglichkeiten eine Spielklasse tiefer in der ProB 2014/15 beim Kooperationspartner BSW Sixers aus Sandersdorf, die jedoch als Tabellenletzter der Nord-Gruppe bereits nach der Saisonhauptrunde absteigen mussten. Neben acht Einsätzen in der ProB war Voigtmann jedoch hauptsächlich in der ProA 2014/15 für Jena aktiv, wo sich seine durchschnittliche Einsatzzeit pro Spiel verdoppelte. Zwar konnte sich Science City gegenüber der Vorsaison um einen Platz nach der Hauptrunde verbessern, doch in den Play-offs um den Aufstieg schied man erneut in der ersten Runde aus.
Zur Saison 2016/17 wechselte er in die Basketball-Bundesliga zu den s.Oliver Baskets Würzburg. Er wurde mit einer Doppellizenz ausgestattet, so dass er auch für die TG Würzburg in der 2. Bundesliga ProB eingesetzt werden konnte. Für die TG bestritt er 28 Saisonspiele in der ProB (statistische Durchschnitte: 9,2 Punkte, 6,7 Rebounds pro Begegnung) sowie vier Kurzeinsätze für die Würzburger Erstligamannschaft.
Mitte Juni 2017 unterschrieb er bei den Paderborn Baskets aus der 2. Bundesliga ProA. In 26 Spielen für die Ostwestfalen brachte er es in der Saison 2017/18 auf 7,9 Punkte sowie 4,5 Rebounds je Einsatz. 
Ende Juni 2018 gab Paderborns Ligakonkurrent Chemnitz Voigtmanns Verpflichtung bekannt. Mit Chemnitz wurde er Erster der ProA-Hauptrunde und schied im Halbfinale knapp gegen Hamburg aus und verpasste mit der Mannschaft haarscharf den Einzug ins Finale, der den sportlichen Bundesliga-Aufstieg bedeutet hätte. Voigtmann kam in der Saison 2018/19 für die Sachsen auf 37 Einsätze und Mittelwerte von 4,3 Punkten sowie 2,9 Rebounds je Begegnung.
Im Sommer 2019 wechselte Voigtmann zu den Dresden Titans in die 2. Bundesliga ProB und nahm zudem ein Studium an der Technischen Universität Dresden auf. In seiner Premieren-Saison, welche die Titans auf dem vierten Platz beendeten, kam Voigtmann auf 15,4 Punkte und 10,5 Rebounds je Begegnung. In der Saison 2020/21 wurde er mit Dresden Hauptrundenmeister der Südstaffel und schied danach in der Viertelfinalrunde aus. Voigtmann war im Saisonverlauf zweitbester Korbschütze der Mannschaft (13,6 Punkte/Spiel) und mit acht Rebounds je Begegnung mannschaftsintern führend. 2022 gelang ihm mit den Sachsen dann der Gewinn des ProB-Meistertitels, nachdem man zuvor in der Südstaffel wieder Erster geworden war. Voigtmann erzielte in 31 Einsätzen der Saison 2021/22 im Schnitt 13,3 Punkte sowie 9,4 Rebounds je Begegnung und wurde von Trainern, Spielern und Fans zum wertvollsten Spieler der Liga gekürt. Voigtmann war in Dresden Mannschaftskapitän, er verließ den Verein 2024. Er beendete nach der Saison 2023/24 seine Basketball-Laufbahn und stieg ins Immobiliengeschäft ein.